# Meczet w Winksznupiach
Meczet w Winksznupiach – świątynia muzułmańska znajdująca się w Winksznupiach (Vinkšnupiai, obecnie starostwo Bartniki (Bartninkai), rejon wyłkowyski Litwy), zbudowana w II połowie XVIII wieku, zburzona po zajęciu Litwy przez ZSRR w 1945 roku. 
Pierwszy meczet wystawiono w Winksznupiach w II połowie XVIII wieku dzięki staraniom gen. Mustafy Baranowskiego, wcześniej miały istnieć w miasteczku trzy świątynie muzułmańskie. Nowy meczet zbudowano w latach dwudziestych XIX wieku z pieniędzy władz województwa augustowskiego i przy poparciu ówczesnego namiestnika gen. Zajączka. Architektonicznie budowla przypominała świątynię w Kruszynianach. 
Na krótko przed powstaniem styczniowym opracowano projekt murowanego meczetu, na który nie zgodziły się jednak władze rosyjskie. W 1872 roku dotychczasowy meczet poddano remontowi.
Gmina muzułmańska w Winksznupiu istniała w dwudziestoleciu międzywojennym, gdy miasteczko odeszło do Litwy, jednak na krótko przed kolejną okupacją radziecką w 1944 roku winksznupski imam opuścił miejscowość. Po wojnie władze radzieckie nakazały zburzenie meczetu, do dziś zachował się jednak mizar. 